# Sonid Tả
kỳ Sonid Tả (tiếng Trung: 苏尼特左旗; bính âm: Sūnítè Zuǒ Qí, Hán Việt: Tô Ni Đặc Tả kỳ) là một kỳ của minh Xilin Gol (Tích Lâm Quách Lặc), khu tự trị Nội Mông Cổ, Trung Quốc.

### Trấn
- Mãn Đô Lạp Đồ (满都拉图镇)
- Ba Ngạn Náo Nhĩ (巴彦淖尔镇)
- Tra Can Ngao Bao (查干敖包镇)

### Tô mộc
- Ba Ngạn Ô Lạp (巴彦乌拉苏木)
- Tái Hãn Cao Tất (赛罕高毕苏木)